# Vårkumla
Vårkumla är kyrkbyn i Vårkumla socken i Falköpings kommun i Västergötland belägen söder om Falköping och öster om Kinnarp.
Vårkumla kyrka ligger här.